# Bahnhof Holzkirchen
Der Bahnhof Holzkirchen ist der Bahnhof der Marktgemeinde Holzkirchen in Oberbayern, die Anschrift des Empfangsgebäudes lautet Bahnhofplatz 1. Er ist Endbahnhof der Linie S3 der S-Bahn München und wird außerdem von den Regionalbahnlinien RB 55 (München–Bayrischzell), RB 56 (München–Lenggries), RB 57 (München–Tegernsee) und RB 58 (München–Holzkirchen–Rosenheim) der Bayerischen Oberlandbahn (BOB) unter der Marke Bayerische Regiobahn (BRB) bedient.

## Geschichte
Der Bahnhof Holzkirchen wurde am 31. Oktober 1857 eröffnet, als der Abschnitt Großhesselohe–Holzkirchen der heutigen Bahnstrecke München–Lenggries gemeinsam mit der Bahnstrecke Holzkirchen–Rosenheim in Betrieb ging. Beide waren damals Teil der Bayerischen Maximiliansbahn von Ulm über München nach Salzburg, die am 1. August 1860 vollendet wurde. Mit Eröffnung der Strecke nach Miesbach am 23. November 1861 wurde Holzkirchen ein Eisenbahnknotenpunkt. 1862 wurde die von München herführende Strecke aufgrund des steigenden Verkehrsaufkommens teilweise zweigleisig ausgebaut. Im Jahr 1868 wurde die Strecke nach Miesbach bis Hausham und 1869 weiter bis Schliersee verlängert. Am 15. März 1871 wurde die Bahnstrecke München–Rosenheim eröffnet. Da die meisten Züge seither über Grafing fahren, verlor der Bahnhof Holzkirchen an Bedeutung.
Die Erweiterung nach Bad Tölz wurde am 1. Juni 1874 eröffnet, die nach Lenggries am 3. September 1924.
Auf der Strecke nach Rosenheim verkehrt im Stundentakt die Regionalbahnlinie RB 58. Werktags bestehen auch einzelne durchgehende Verbindungen zwischen Rosenheim, Holzkirchen und München Hbf. Die Züge von und nach Rosenheim wurden bis Dezember 2013 von DB Regio betrieben, seitdem verkehrt die Bayerische Oberlandbahn, die bis 2020 auf der Strecke die Marke Meridian nutzte.

## Bahnanlage
Der Bahnhof besitzt einen Hausbahnsteig an Gleis 1 und zwei über Aufzüge barrierefrei zugängliche Mittelbahnsteige jeweils zwischen Gleis 2/3 und 4/5. Der Mittelbahnsteig zwischen Gleis 2 und 3 ist für S-Bahnen aus München vorgesehen. An Gleis 1 werden Züge aus München kommend geteilt: ein Zugteil fährt weiter nach Schliersee, die anderen beiden Zugteile nach Schaftlach. An Gleis 4 werden Züge nach München zusammengeführt. An Gleis 5 halten Züge von und nach Rosenheim. Dahinter befinden sich zwei Überholgleise, die zum Abstellen von Triebwagen genutzt werden. Alle Durchgangsgleise sind elektrifiziert. Am Bahnhofsgebäude enden zwei Stumpfgleise in Richtung München.
| Gleis | Höhe in cm | Länge in m | Nutzung                                                       |
| ----- | ---------- | ---------- | ------------------------------------------------------------- |
| 1     | 76         | 225        | Züge in Richtung Tegernsee, Lenggries, Schliersee             |
| 2     | 96         | 220        | S-Bahnen von/nach München                                     |
| 3     | 96         | 220        | S-Bahnen von/nach München                                     |
| 4     | 76         | 232        | Züge aus Tegernsee, Lenggries, Schliersee in Richtung München |
| 5     | 76         | 232        | Züge von/nach Rosenheim                                       |

## Verkehr

### Bahn
| Linie             | Strecke | Taktfrequenz |
| ----------------- | --- | --- |
| RB55              | München Hbf – München Donnersbergerbrücke – Holzkirchen – Schliersee – Bayrischzell | 60 min, im Berufsverkehr und im Ausflugsverkehr Verstärkerzüge bis Schliersee                                                                                  |
| RB56 (OBL) · RB57 | München Hbf – München Donnersbergerbrücke – Holzkirchen – Schaftlach – Lenggries / Tegernsee | 60 min, im Berufsverkehr Verstärkerzüge in Lastrichtung, am Wochenende zwischen 8 Uhr und 12 Uhr sowie zwischen 14 Uhr und 20 Uhr angenäherter 30-Minuten-Takt |
| RB58              | (München Hbf – München Donnersbergerbrücke – Deisenhofen –) Holzkirchen – Kreuzstraße – Rosenheim | 60 min; im Berufsverkehr angenäherter Halbstundentakt, 9 Zugpaare verkehren über Deisenhofen von/nach München Hbf                                              |
| S3                | Mammendorf – Malching – Maisach – Gernlinden – Esting – Olching – Gröbenzell – Lochhausen – Langwied – Pasing – Laim – Hirschgarten – Donnersbergerbrücke – Hackerbrücke – Hauptbahnhof – Karlsplatz (Stachus) – Marienplatz – Isartor – Rosenheimer Platz – Ostbahnhof – St.-Martin-Straße – Giesing – Fasangarten – Fasanenpark – Unterhaching – Taufkirchen – Furth – Deisenhofen – Sauerlach – Otterfing – Holzkirchen | 20/40 min |

### Bus
Es verkehren folgende Regional- und Stadtbuslinien des Oberbayernbus und des Münchner Verkehrs- und Tarifverbundes (MVV) am Bahnhof oder am Zentralen Omnibus-Bahnhof.
| Linie | Bezeichnung   | Verlauf |
| ----- | ------------- | --- |
| 9001  | Oberbayernbus | Ortsverkehr Holzkirchen, Linien 1–6                                                                                 |
| 9553  | Oberbayernbus | Holzkirchen (Oberbayern) – Sachsenkam – Schaftlach – Waakirchen – Reichersbeuern – Bad Tölz – Obergries – Lenggries |
| 9561  | Oberbayernbus | Holzkirchen (Oberbayern) – Valley – Weyarn – Miesbach – Hausham – Schliersee                                        |
| 9566  | Oberbayernbus | Holzkirchen (Oberbayern) – Warngau – Gmund – Tegernsee                                                              |
| 9567  | Oberbayernbus | Holzkirchen (Oberbayern) – Warngau – Miesbach                                                                       |
| 9568  | Oberbayernbus | Holzkirchen (Oberbayern) – Otterfing – Dietramszell – Bad Tölz                                                      |

## Galerie

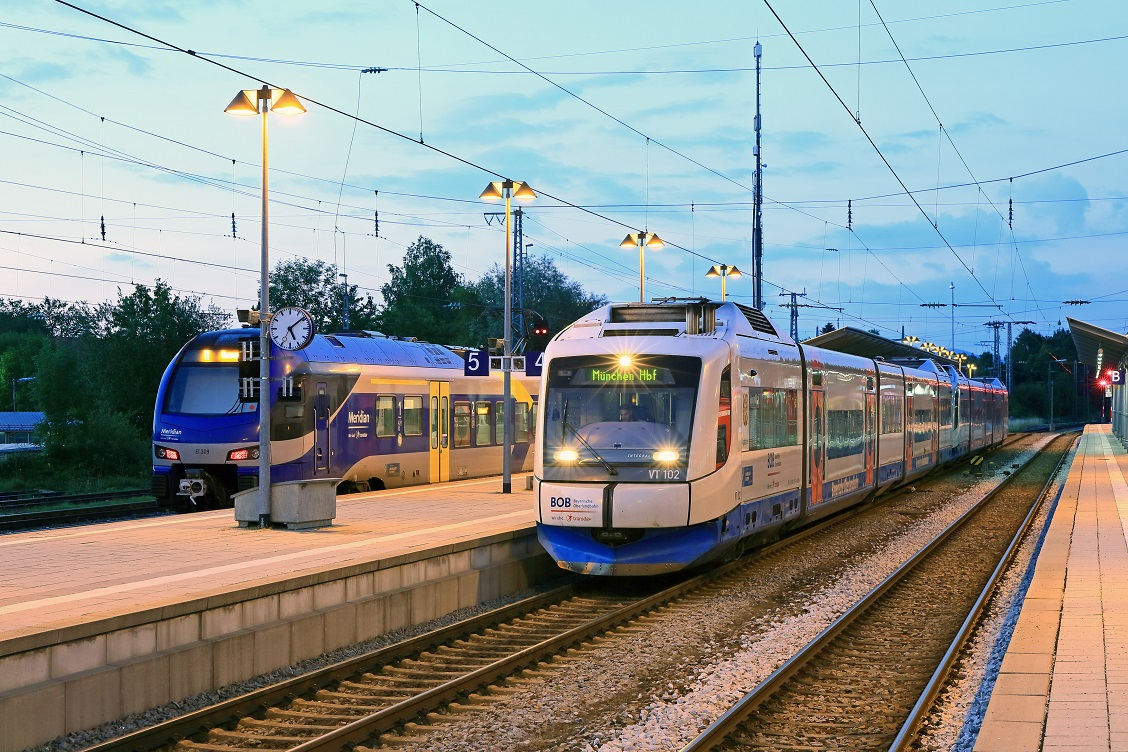
Meridian (links) und Bayerische Oberlandbahn (BOB) (rechts) auf den Gleisen 4 und 5 (2016)
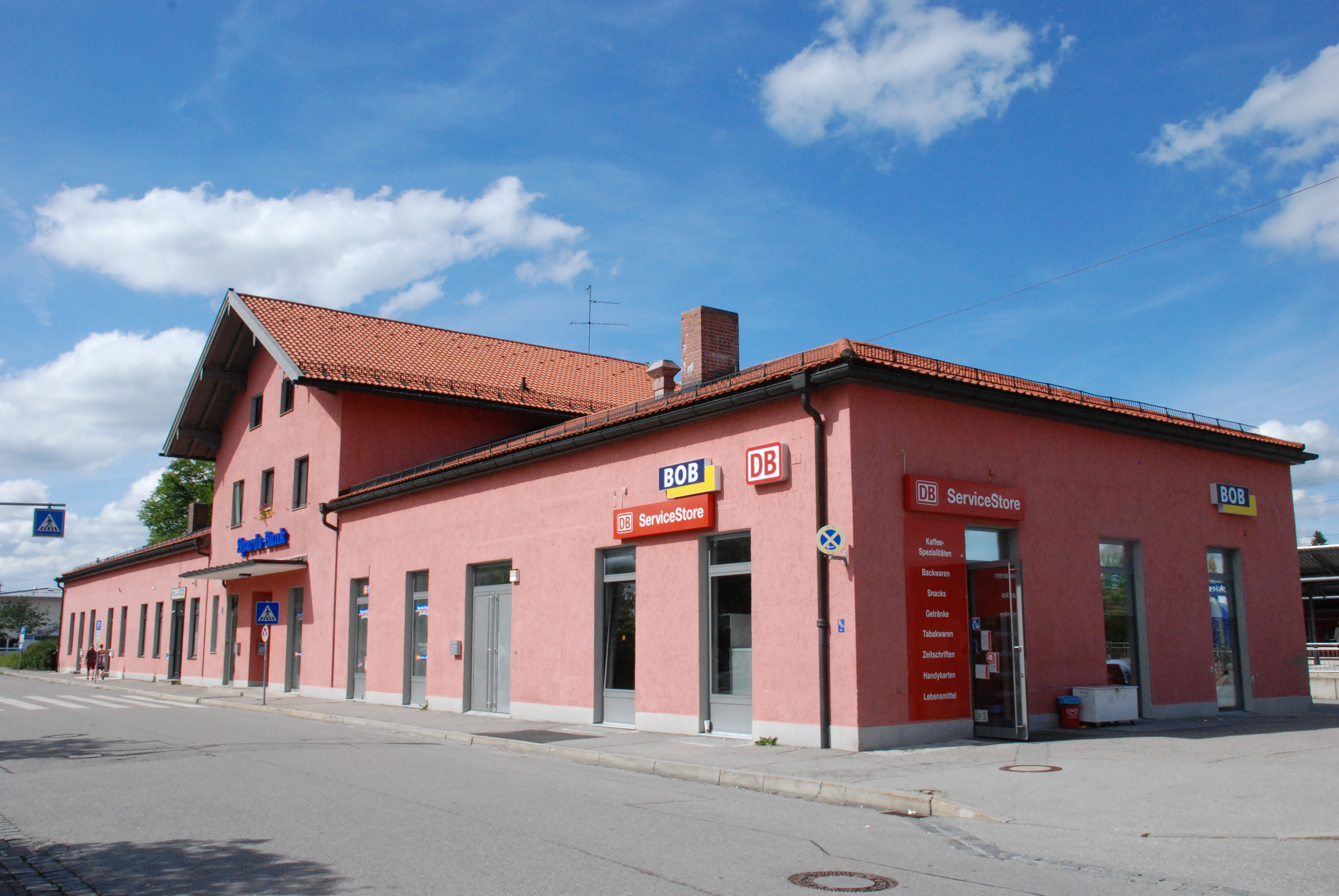
Bahnhofsgebäude (2011)
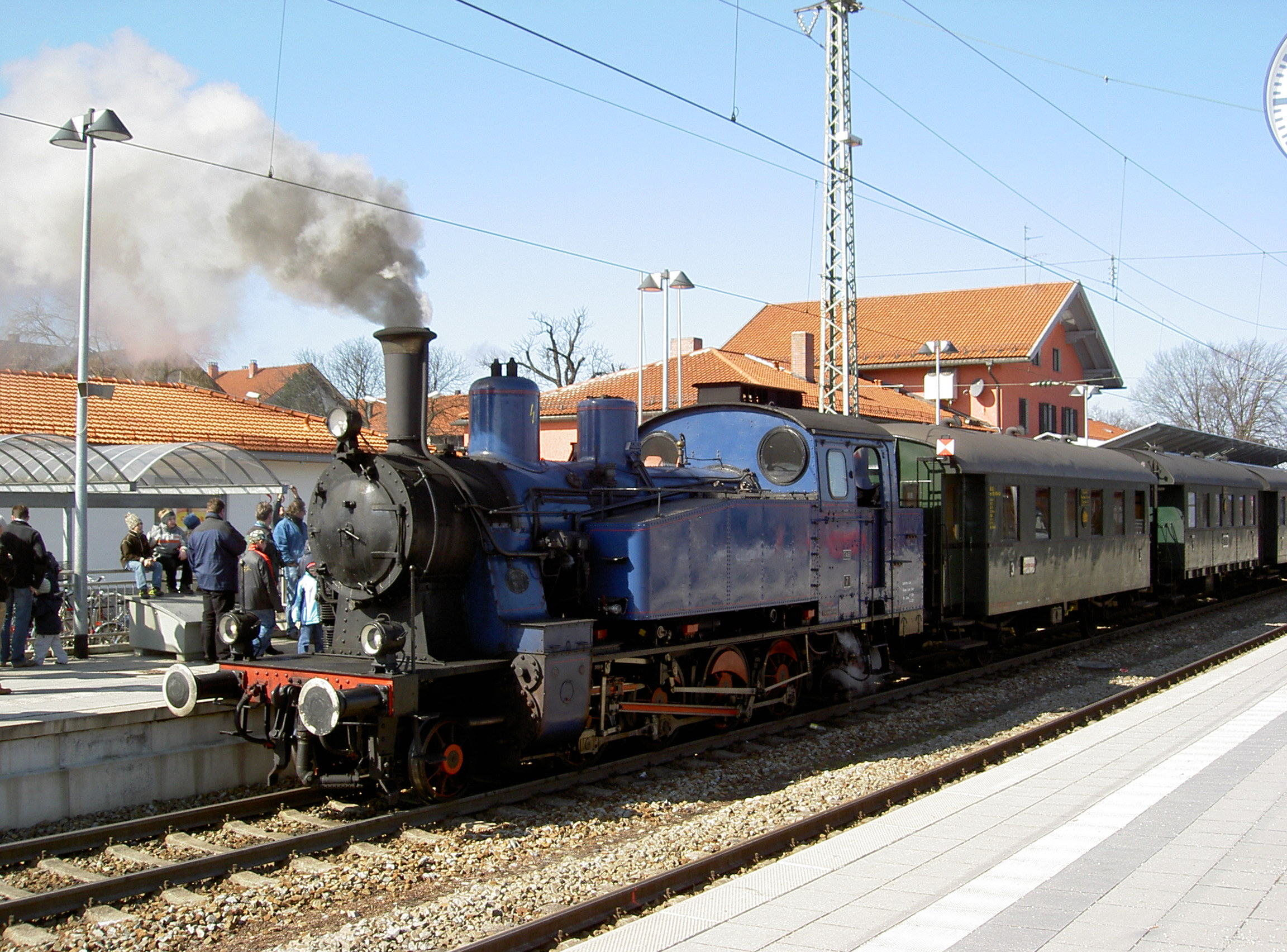
TAG 7 auf Gleis 1 (2007)
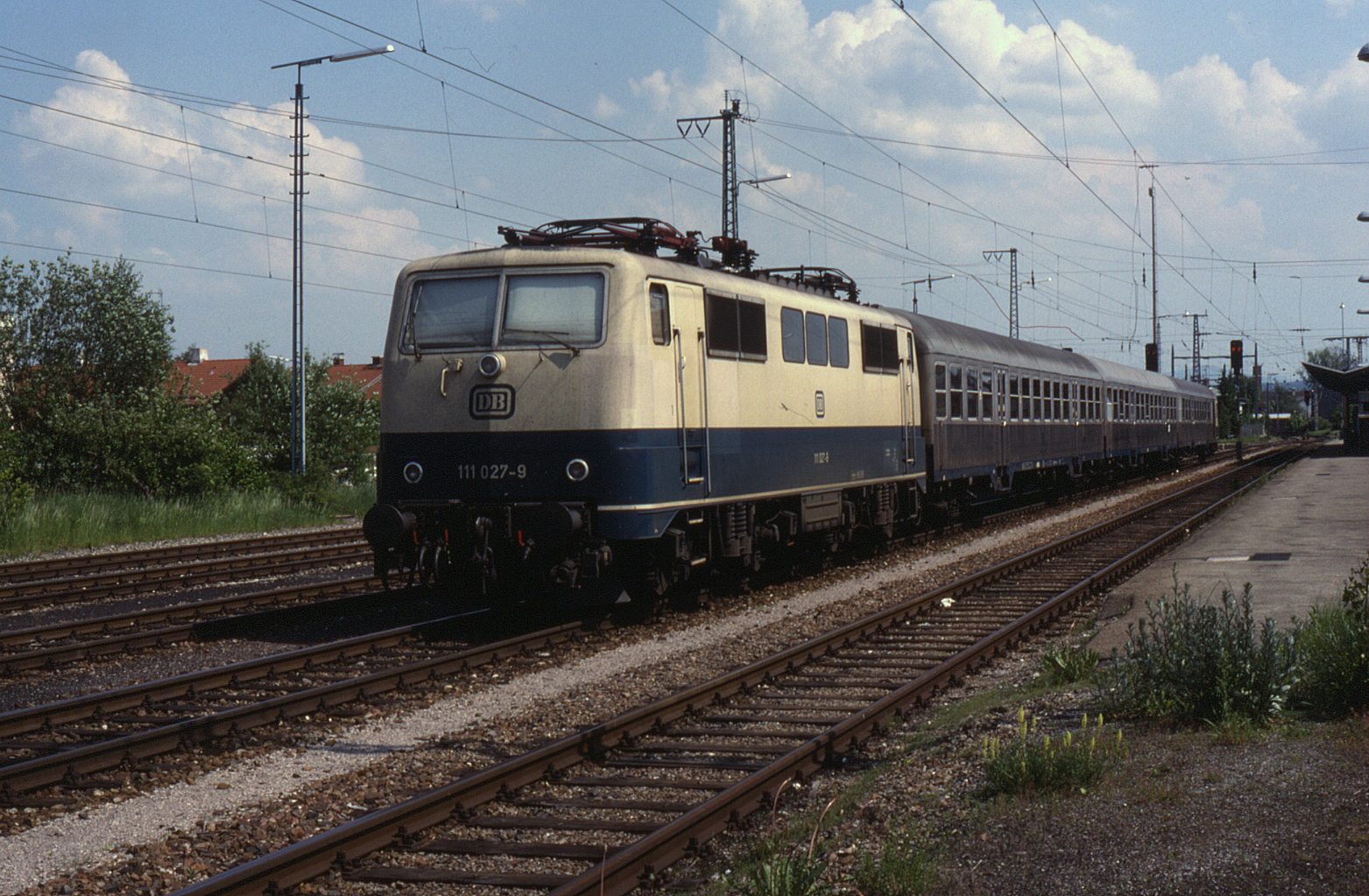
Nahverkehrszug mit Baureihe 111 und n-Wagen (1989)
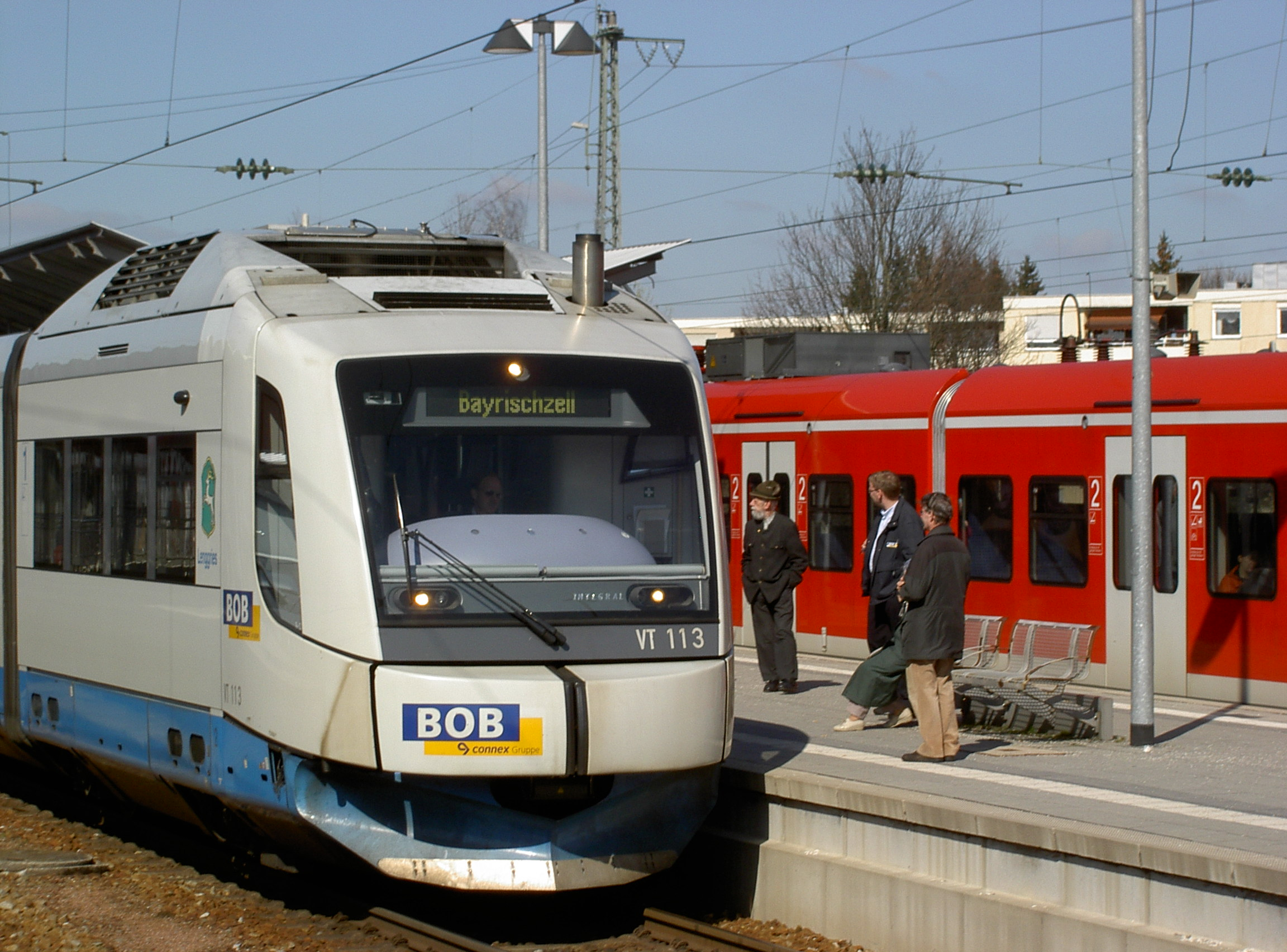
Integral S5D95 und ET 425 (2007)
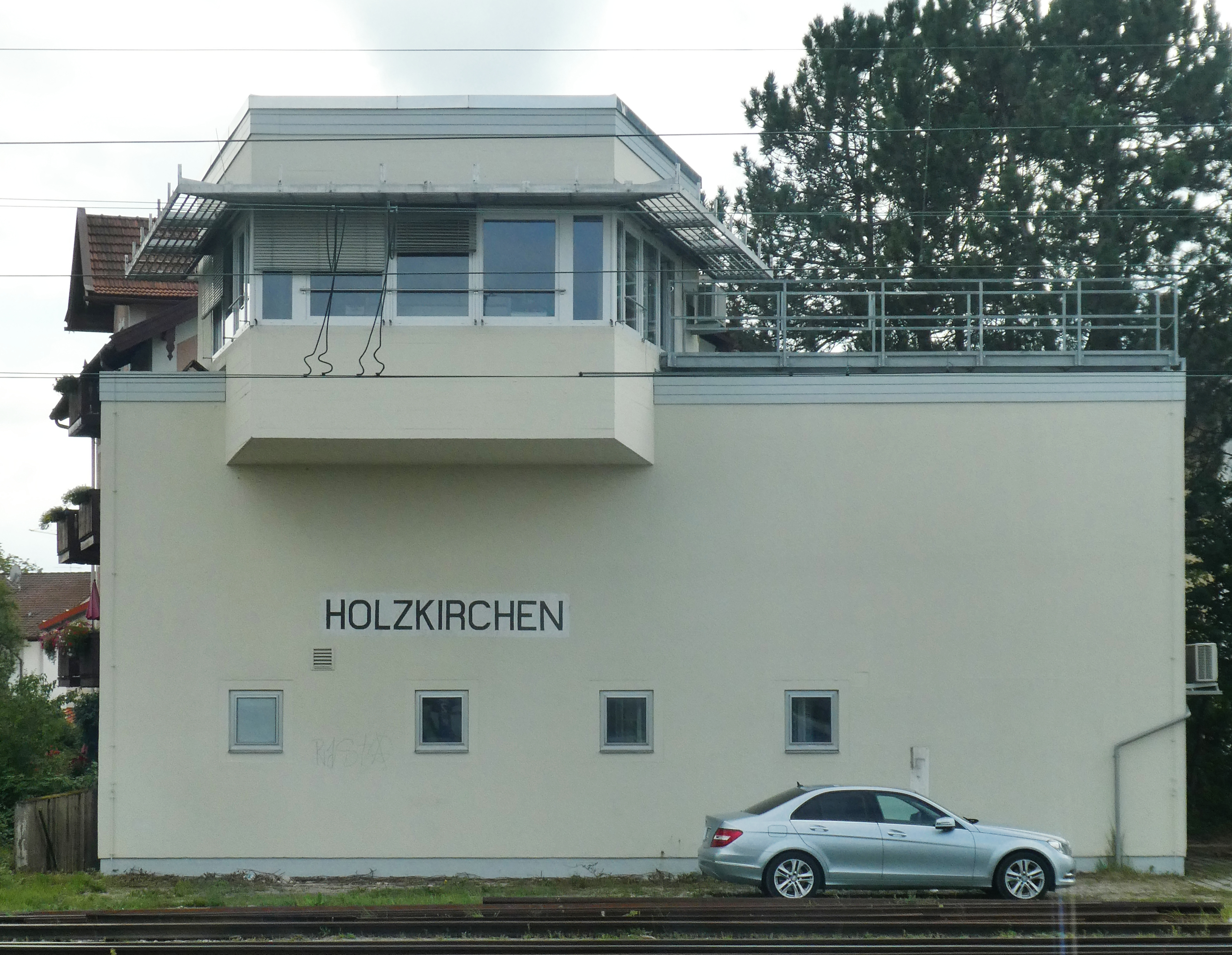
Stellwerk (2021)